# 阿卻爾納山
84°12′S 160°56′E / 84.200°S 160.933°E
阿卻爾納山（英語：Mount Achernar）是南極洲的山峰，位於沙克爾頓海岸，處於洛烏冰川南岸，屬於麥卡爾平山脈的一部分，現時由南極條約體系管理。